# Molophilus niger
Molophilus niger är en tvåvingeart som beskrevs av Maurice Emile Marie Goetghebuer 1920. Molophilus niger ingår i släktet Molophilus och familjen småharkrankar. Inga underarter finns listade i Catalogue of Life.